# Dakota Fanning
Hannah Dakota Fanning (Conyers, Georgia, 23 de febrero de 1994) es una actriz y modelo estadounidense conocida por sus trabajos como actriz infantil en cine y televisión. Fanning se sitúa en el puesto número diez en la lista de VH1 de las 100 mejores estrellas infantiles de todos los tiempos.
Considerada una niña prodigio debido a su gran habilidad y talento en la actuación, desde su niñez ha amasado una fortuna de millones de dólares. Durante el apogeo de su fama, fue consagrada como la quinta actriz infantil de mayor éxito desde Shirley Temple, Macaulay Culkin, Lindsay Lohan y Daniel Radcliffe por los American Film Institute Awards.
Es la hermana mayor de Elle Fanning, también actriz.
Aunque Fanning se ha centrado en la actuación, también hace trabajos relacionados con la moda. Su debut en el modelaje se produjo en 2009 cuando fue portada de revistas como Elle, Vanity Fair y Cosmopolitan, entre otras. También apareció en la semana de la moda de Nueva York en 2014 y en la ceremonia de apertura de la semana de la moda de Nueva York Primavera/Verano 2015.
Aparte de su carrera como actriz, Fanning también se ha dedicado a la filantropía. En 2009 fue galardonada con el premio Youth Ambassadors (Jóvenes embajadores) por Children's Rights. En 2014, Fanning trabajó junto a Mark Shriver, presidente de Save the Children. La actriz suministró un estimado de $25 millones de dólares para poner en marcha programas de educación para la primera infancia.

## Primeros años
Dakota Fanning nació en Conyers, Georgia, el 23 de febrero de 1994. Su madre, Heather Joy (de soltera Heather Arrington), jugaba al tenis profesional, y su padre, Steven J. Fanning, jugó al béisbol en ligas menores con los Saint Louis Cardinals, y trabaja como vendedor de productos electrónicos en Los Ángeles. Su abuelo materno, Rick Arrington, fue un jugador de fútbol americano, y su tía, Jill Arrington, fue reportera de ESPN. Dakota es la hermana mayor de Elle Fanning, nacida en 1998, también actriz.
En 1996 su madre se dio cuenta de que Dakota ya había aprendido a leer y escribir antes de los tres años así que la matriculó en un taller de actuación en lugar de un jardín de infancia. Fanning resumió su trayectoria profesional en una entrevista con el Daily Record de Glasgow, Escocia, diciendo al periódico sobre los profesores de actuación:

Todos pensaban que debería ir con una agencia. Así que mi mamá me llevó con una agencia en Georgia y ellos creyeron más oportuno que nos fuéramos a Los Ángeles, y así lo hicimos.
Dakota Fanning en el periódico Daily Record, de Glasgow

Fanning tiene ascendencia alemana (su abuela paterna nació en Ludwigshafen), irlandesa, inglesa y francesa. Ella y su familia son miembros de la Convención Bautista del Sur.

## Carrera

### 1999-2003. Reconocimiento mundial
Dakota Fanning comenzó su carrera en el mundo del espectáculo realizando anuncios publicitarios. Cuando sus padres la enviaron a un campamento de teatro, los organizadores le aconsejaron que pusiese a su hija en manos de un agente que pudiese lanzar su talento interpretativo. En el año 1999, con solo cinco años, apareció en un comercial de televisión de Tide Detergent, el cual abrió las puertas de su carrera. En el mismo año obtuvo su primer trabajo importante como actriz invitada en la serie Emergencias (NBC). Hasta el día de hoy sigue siendo una de sus interpretaciones favoritas.

Interpreté a una víctima de accidente de tráfico que tiene leucemia. Tuve que llevar un collarín y unos tubos en la nariz durante los dos días que trabajé.

Posteriormente tuvo varios papeles invitados en series de televisión como CSI: Crime Scene Investigation (2000), The Practice (2000), Spin City (2000), Ally McBeal (2000) y Malcolm (2001). También apareció en The Ellen Show (2001) interpretando a Ellen DeGeneres de pequeña y realizó un cameo en la última temporada de Friends (2004). Tras protagonizar el corto Father Xmas (2001), debutó en un largometraje cinematográfico al aparecer brevemente en la comedia Tomcats (2001).

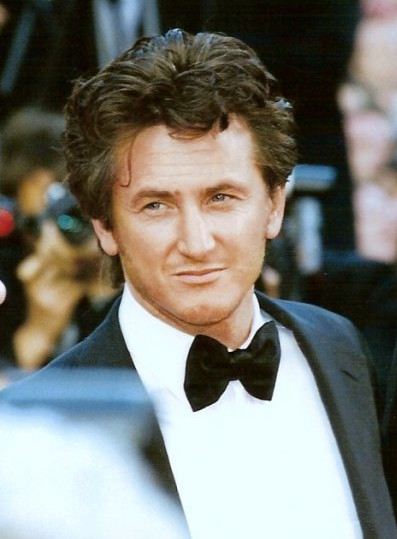
El actor Sean Penn interpretó al padre de Lucy en I am Sam (2001).

En 2001 hizo su debut protagonista en el cine al ser elegida para interpretar a Lucy en I am Sam, la historia de un hombre (Sean Penn) con problemas mentales que lucha por conseguir la custodia de su hija. Gracias a esta película se convirtió en la actriz más joven de la historia en ser nominada para un Premio del Sindicato de Actores, teniendo siete años en ese momento. Aunque Helen Mirren ganó el premio, durante la ceremonia fue honrada como la única actriz más joven en ser nominada a este premio. También ganó el premio a la Mejor Actriz Infantil de Reparto entregado por la Asociación de Críticos de Retransmisiones Cinematográficas por su actuación.
En 2002, Steven Spielberg la contrató para interpretar a Allie Keys en la miniserie de ciencia ficción Taken. En ese momento, había recibido críticas positivas por varios críticos de cine. El éxito de la serie conllevó a que fuera a la 55.ª Edición de la ceremonia de los Premios Emmy. La actuación de Dakota fue admirada y elogiada por muchos, entre ellos Tom Esquistos de The Washington Post, que escribió sobre Fanning:

Posee el tipo perfecto de la mirada del otro mundo a su alrededor, una joven actriz encantadora... para llevar un rol de gran peso.

Ese mismo año, apareció en Trapped como una chica secuestrada, una película de suspense y thriller proyectada por primera vez el 20 de septiembre de 2002. El filme está protagonizado por Charlize Theron, Courtney Love, Stuart Townsend y Kevin Bacon  y fue dirigido por Luis Mandokie. En la película Sweet Home Alabama apareció como la versión joven del personaje de Reese Witherspoon y en Hansel y Gretel como Katie.
En 2003 protagonizó dos películas importantes: como Lorraine «Ray» Schleine, una niña muy aplicada que está bajo el cuidado de una niñera inmadura interpretada por Brittany Murphy en Uptown Girls. The New York Times elogio la interpretación de Fanning afirmando que:

Al tiempo que Dakota pretende enseñar una lección sobre la compasión, se regodea en las ventajas de los privilegiados. Ella posee una especie de inenarrable y traviesa inocencia (me encantó).

Y también interpretó a Sally en El gato y su sombrero mágico. Además, Fanning hizo la voz en off para cuatro proyectos de animación durante este período, incluyendo el doblaje al inglés de la voz de Satsuki de Mi vecino Totoro, la voz de una niña en la serie de Fox, Padre de familia y la mujer maravilla joven en un episodio de la Liga de la Justicia de Cartoon Network.

### 2004-2007. El éxito crítico, el dinero y la fama

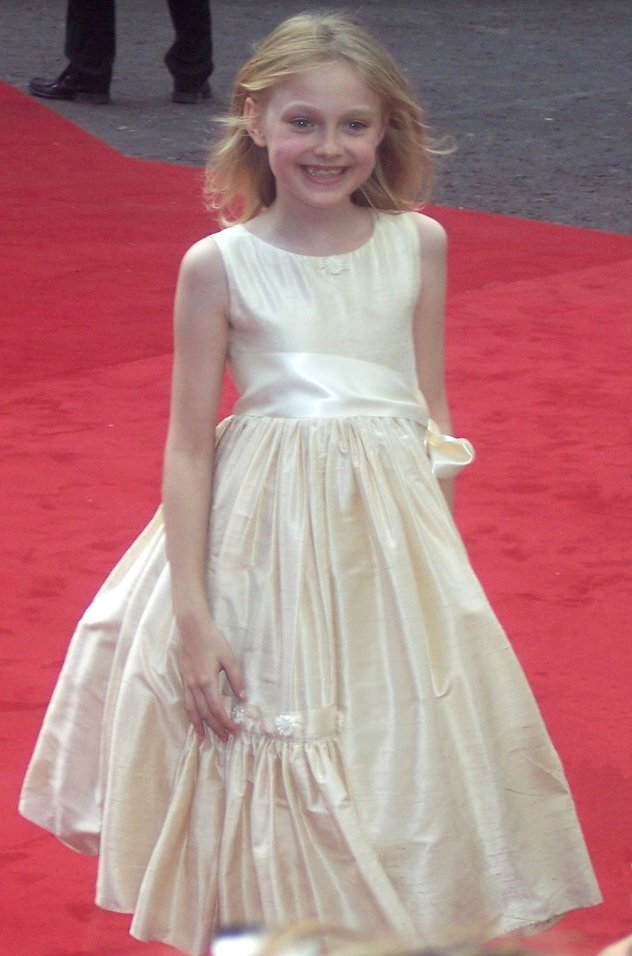
Fanning en la premier de La guerra de los mundos en Inglaterra en junio de 2005.

En 2004 apareció en la película Man on Fire como Lupita «Pita» Martin Ramos, una niña de nueve años que se gana el corazón de un exagente de la CIA (Denzel Washington) al que contratan para protegerla de unos secuestradores. Roger Ebert afirmó sobre la interpretación de Dakota:

Con tan sólo 10 años es una profesional y crea un personaje ganador.

En 2005 su primer estreno fue Hide and Seek, donde interpreta a Emily Callaway, la hija del personaje de Robert De Niro. La película narra la historia de David (De Niro), un psicólogo, que después del suicidio de su esposa se muda junto a su hija (Fanning) a una casa alejada de la ciudad donde intentan rehacer sus vidas. Después de un tiempo y tras extrañas  ocurrencias David pone en tela de juicio el estado psicológico de su hija, creyendo que está afectada por la muerte de su madre. La producción, en general, tuvo críticas muy buenas y, el crítico Chuck Wilson, dijo de Dakota:

La niña protagonista ha conseguido eclipsar al maestro (Robert De Niro).

Ese mismo año dobló a Lilo (subsiguiente a Daveigh Chase) en Lilo & Stitch 2: Stitch Has a Glitch. No asistió al estreno por encontrarse en México, donde su hermana (Elle Fanning) se hallaba filmando Babel (2006). También tuvo un papel en la película de Rodrigo García Barcha, Nueve vidas (estrenada en octubre de 2005), en la que comparte un plano secuencia, una escena de nueve minutos sin cortes, con la actriz Glenn Close, quién elogió a Dakota:

Es desde luego un "alma vieja". Es una de esas personas con talento que aparecen cada muchos años.

Durante este tiempo también grabó la voz de la protagonista de la película animada Coraline, que sin embargo no fue estrenada hasta el 6 de febrero de 2009.

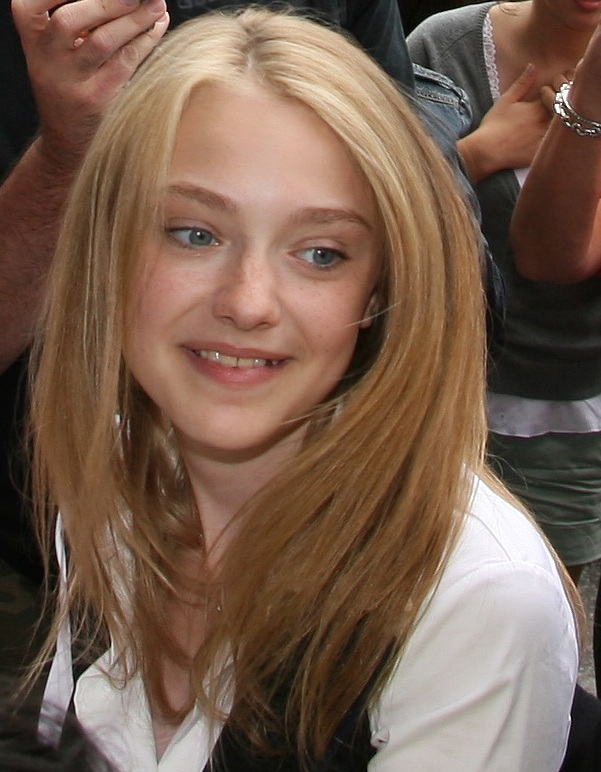
Dakota en el Festival de Cine de Toronto en 2008.

El 10 de septiembre de ese mismo año Fanning estrenó la película Dreamer junto a Kurt Russell en el Festival de Cine de Toronto. La película se había terminado de filmar a finales de octubre de 2004. Russell declaró que estaba sorprendido por la actuación de su coestrella en la película. Kurt, que interpretaba a su padre en la película, alegó:

Les garantizo que es la mejor actriz con la que trabajaré en toda mi carrera.

Kris Kristofferson, que interpretó a su abuelo en la película, dijo que Dakota es como la reencarnación de Bette Davis. Durante la promoción de Dreamer se convirtió en miembro de las Girl Scouts of the USA en una ceremonia especial celebrada en Estados Unidos acompañada de la proyección de la película para las miembros de las Girl Scouts of the San Fernando Valley Council.
Luego en 2005 Dakota coprotagonizó La guerra de los mundos junto a Tom Cruise y Justin Chatwin. La película está basada en la novela homónima que H. G. Wells publicó en 1898, narra la historia de Ray Ferrier (Cruise), un trabajador del puerto divorciado, de Nueva Jersey, que recibe, un fin de semana, la visita de sus dos hijos: la pequeña Rachel (Fanning) y el adolescente Robbie (Chatwin). Durante ese fin de semana unos extraterrestres atacan la Tierra y sus vidas corren peligro. La película se rodó en 73 días, en diferentes localizaciones: California, Connecticut, Nueva Jersey, Staten Island y Virginia. Fue estrenada el 29 de junio en los Estados Unidos. Fue durante la promoción de esta película cuando Dakota visitó por primera vez Inglaterra (el 19 de junio de 2005).
El director Steven Spielberg elogió a Dakota diciendo:

La rapidez con que entiende la situación en una secuencia, iguala el modo en que reaccionaría en una situación real.

 Tanto La guerra de los mundos como Dreamer fueron un éxito total de crítica y taquilla.
El 15 de diciembre de 2006 Dakota estrenó La telaraña de Charlotte. El rodaje tuvo lugar en Australia y finalizó en mayo de 2005. La película obtuvo, en general, buenas críticas. El productor Jordan Kerner dijo:

«... como Dakota estaba tan enredada con La guerra de los mundos, tuvimos que terminar buscando a otras jóvenes actrices. Habrían sido nada comparadas con Dakota.»

El 21 de julio de 2006, Fanning terminó de rodar la película Hounddog, descrita por la prensa como una "oscura historia de abuso, violencia y adulación hacia Elvis Presley en las zonas rurales del Sur." La película fue estrenada el 22 de enero de 2007 durante la edición anual del Festival de Cine de Sundance. Los padres de Dakota fueron criticados por permitir que se grabara la escena en el que su personaje es violado. Esta escena fue prohibida en muchas ciudades. Fanning defendió la película diciendo a Reuters:

No ocurre de verdad. Es una película y se llama actuar.

Aunque la película fue un fracaso total de taquilla y crítica, la actuación de Dakota fue elogiada y aclamada por muchos, entre ellos Roger Ebert, quien elogió a Fanning comparándola con Jodie Foster en Taxi Driver.

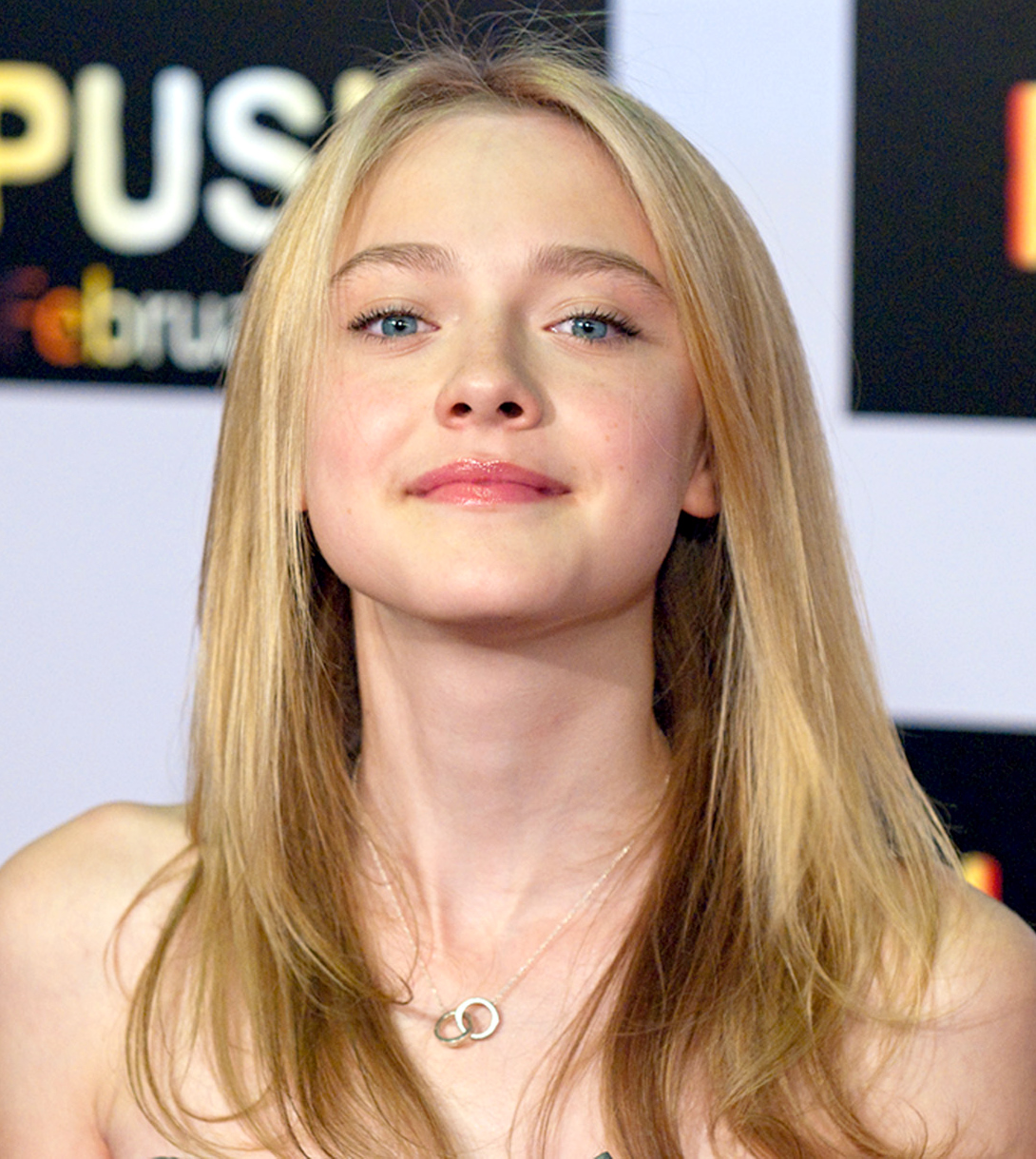
Fanning en la premier de Push en febrero de 2009.

En el mismo año, a la edad de doce años, fue invitada a unirse a la Academia de las Artes y las Ciencias Cinematográficas de Hollywood, convirtiéndose en el miembro más joven de la historia de la Academia. Más tarde ese mismo año se clasificó cuarta en la lista de Forbes de las Estrellas Rentables Top menores de 21 años, después de haber ganado unos 4 millones de dólares en 2006. convirtiéndose en la cuarta celebridad juvenil más rica y poderosa del mundo.
En los primeros meses de 2007, rodó Winged Creatures (más conocida como Fragments), junto a Kate Beckinsale, Guy Pearce, Josh Hutcherson, Forest Whitaker y Jennifer Hudson. Interpreta a Anne Hagen, una niña que es testigo del asesinato de su padre y que, en consecuencia, se convierte a la religión. La película se estrenó en Estados Unidos el 24 de junio de 2009 durante la edición anual del Los Angeles Film Festival. En julio rodó durante tres días el cortometraje Cutlass, uno de los Glamour Reel Moments, basada en ensayos de carácter personal de los lectores. Fue dirigido por la actriz Kate Hudson. De septiembre a diciembre rodó Push, una película centrada en un grupo de adolescentes estadounidenses expatriados que poseen habilidades y se esconden de una agencia del gobierno de los Estados Unidos. Dakota interpreta a Cassie Holmes, una vidente de trece años. La película no fue estrenada hasta el 6 de febrero de 2009, siendo la misma fecha de estreno de Coraline. Ese mismo año se le ofreció originalmente el papel de Leslie en la película Bridge to Terabithia, pero lo rechazó debido a incompatibilidad de horarios. Se le dio posteriormente el papel a AnnaSophia Robb.

### 2008-2011. Películas independientes
En enero de 2008 comenzó a rodar la adaptación cinematográfica de The Secret Life of Bees, basada en una novela de Sue Monk Kidd. Ambientada en Carolina del Sur en 1964, la historia se centra en Lily Owens (Dakota), una chica que deja su vida solitaria y su turbulenta relación con su padre huyendo con su niñera y única amiga (Jennifer Hudson) a Carolina del Sur, donde se encuentran con un excéntrico trío de hermanas (Queen Latifah, Sophie Okonedo y Alicia Keys). La película se estrenó entre septiembre y octubre de 2008, y recaudó más de $37 millones de dólares en taquilla. La película ganó dos People's Choice Awards en enero de 2009 en las categorías Película Favorita de Drama y Película Independiente Favorita. La película también recibió nueve nominaciones en los Premios Black Reel. La película también recibió ocho nominaciones en los NAACP Image Award de 2009, incluyendo una nominación para Fanning por su actuación.
En marzo de 2008, estaba previsto que Dakota y su hermana Elle protagonizarían My Sister's Keeper, pero la oportunidad se terminó cuando Dakota se enteró de que tendría que afeitarse la cabeza. Entonces fueron reemplazadas por Abigail Breslin y Sofia Vassilieva.
El 19 de septiembre de 2008 se realizó el lanzamiento internacional de la película Hounddog en los Estados Unidos, siendo totalmente criticada. El Chicago Sun-Times elogió a Fanning afirmando que:

Dakota Fanning da un impresionante paso en su carrera, y es la única cosa buena que Hounddog pueda merecer, siendo ella una excelente actriz.

The Hollywood Reporter también elogió a Dakota, diciendo:

A pesar de algunos fallos, el impacto acumulativo de la película es innegable...Fanning proyecta una extraña mezcla de inocencia y sabiduría.

En marzo de 2009 tomó el papel de Jane Volturi, un miembro de la guardia de los Vulturi, en The Twilight Saga: New Moon, la secuela de Crepúsculo, basada en la novela homónima de Stephenie Meyer. La película fue estrenada el 20 de noviembre de 2009. bajo la dirección de Chris Weitz. El rodaje comenzó en la primavera de 2009, con localizaciones en Oregón, Vancouver y Montepulciano, Aunque a la película financieramente le fue bien logró recaudar más de 700 millones de dólares pero no le fue muy bien con la crítica. Recibió mayoritariamente críticas negativas.
El 3 de marzo de 2009 a los quince años Dakota se convierte en una veterana de la industria del cine, después de haber trabajado con las más grandes estrellas de Hollywood y en ese momento clasifica con el número tres en la lista de Forbes Most Valuable estrellas jóvenes después de haber ganado un estimado de 14 millones de dólares.
En junio comenzó a filmar The Runaways, basada en la historia del grupo musical del mismo nombre, junto a Kristen Stewart, Stella Maeve y Scout Taylor-Compton, donde interpretó a Cherie Currie, la vocalista de la banda. La película fue estrenada 24 de enero del año siguiente en el Festival de Cine de Sundance. La revista Time elogió la actuación de Fanning diciendo:

Resulta en un rendimiento de madurez sorprendente. Nos seduce por completo. Es como una mini-Meryl Streep.

.
El 30 de julio de 2010 se realizó el estreno mundial de The Twilight Saga: Eclipse, donde da vida nuevamente a Jane Volturi. Luego, a partir del mes de noviembre del mismo año hasta abril del año 2011, Fanning estuvo filmando The Twilight Saga: Breaking Dawn - Part 2. La película fue estrenada el 16 de noviembre de 2012. La película recibió críticas negativas a mixtas, aunque las críticas eran mucho más favorables que las de su predecesora. Aun así recibió reacciones generalmente positivas de la audiencia de Rotten Tomatoes obteniendo un porcentaje de 76%. En Metacritic tiene una calificación de 52 de un 100, lo que significa críticas generalmente mixtas a negativas. IMDb le otorga un 5.6 de un posible 10. Hasta el momento, la saga de Crepúsculo tiene unas recaudaciones por más de $1000 millones de dólares en total, lo que la convierte en unas de las sagas más exitosas de la historia.
En diciembre de 2010, se anunció que una película basada en la novela Si decido quedarme estaba en los trabajos de Summit Entertainment, y que Dakota, Chloë Grace Moretz y Emily Browning estaban en conversaciones para interpretar a Mia. Catherine Hardwicke se encargó de dirigir la cinta, pero fue sustituida por el brasileño Heitor Dhalia, quien también dejó la película más tarde. El 24 de enero de 2013, Moretz fue elegida oficialmente para el papel.
La voz de Dakota se escuchó en Rise, un documental por encargo del patinaje artístico estadounidense para conmemorar el quincuagésimo aniversario del accidente del Vuelo 548 de Sabena, que dio lugar a la pérdida de todo el equipo estadounidense y la posterior cancelación del Campeonato Mundial 1961 de Patinaje Artístico. En el documental se puede escuchar a Dakota leyendo un poema escrito por el campeón estadounidense Laurence Owen (quien murió en el accidente), del cual se decía que era una premonición inquietante de la vida futura.
En 2011 se convirtió en la cara de la campaña del perfume de Marc Jacobs ¡Oh, Lola!. El anuncio del mismo fue prohibido en el Reino Unido ya que la Autoridad de Normas de Publicidad consideró que "el anuncio poseía connotación sexual".

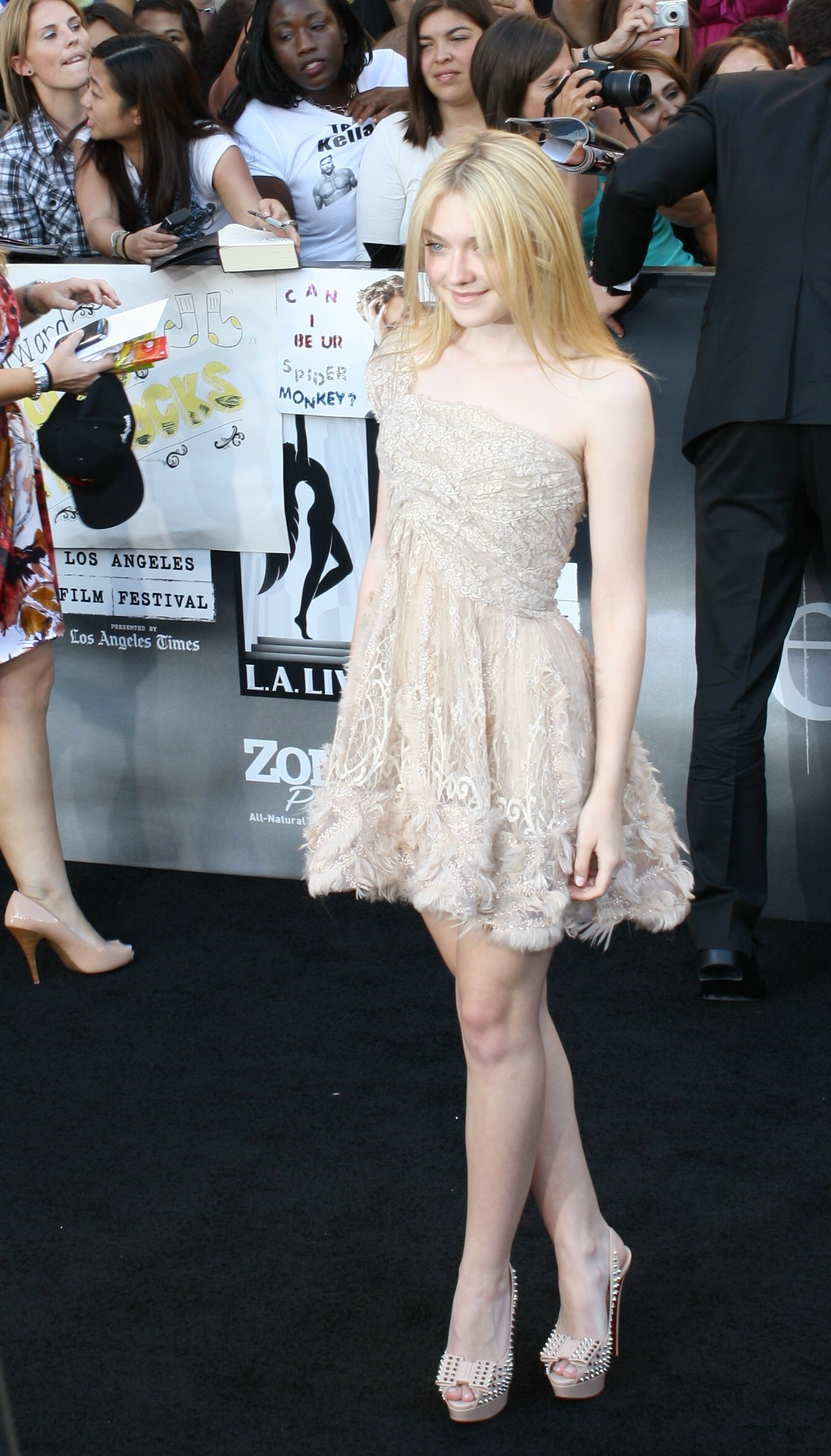
Fanning en el estreno de The Twilight Saga: Eclipse en julio de 2010.

Durante el mes marzo del mismo año rodó The Motel Life, donde interpretó a Annie James. La película está basada en la novela del músico y escritor Willy Vlautin y cuenta la historia de dos hermanos de Reno, Nevada, cuyas vidas se transforman en un caos después de un trágico accidente. Está dirigida por Alan y Gabe Polsky y fue coprotagonizada por Emile Hirsch, Stephen Dorff y Kris Kristofferson. La película se estrenó en noviembre de 2012. Luego, en julio, se trasladó a Inglaterra, donde comenzó a rodar Now is Good, película en la que interpretó a Tessa Scott, una adolescente que sufre de leucemia y que elabora una lista de cosas que quiere que hacer antes de morir. La película está basada en la novela Before I Die, de Jenny Downham. La película es coprotagonizado por Jeremy Irvine, Olivia Williams, entre otros, y su fecha de estreno en el Reino Unido fue el 13 de septiembre de 2012.
Cercana a esa fecha, Fanning obtuvo el papel de Euphemia «Effie» Gray en el filme Effie, con dirección de Richard Laxton, escrito y coprotagonizado por Emma Thompson, con Greg Wise, Tom Sturridge, Robbie Coltrane, Julie Walters, Derek Jacobi y Claudia Cardinale. La película da una mirada sobre la misteriosa relación entre el crítico de arte victoriano John Ruskin y su esposa adolescente Effie Gray. El set de grabación tuvo su localización en Venecia, Italia, a finales de ese mismo año, y su estreno se llevó a cabo en octubre de 2014.

### 2012-presente. Papeles recientes
En enero de 2012, se informó que Fanning había firmado para ser representada por William Morris Endeavor, poniendo así fin a una relación de diez años con la agencia de talento Osbrink.
En agosto del mismo año, Dakota consiguió el papel de Dena Brauer, una rica financiera y ecoterrorista en el filme dirigido por Kelly Reichardt Night Moves. La película es coprotagonizada por Jesse Eisenberg, Alia Shawkat y Peter Sarsgaard, y narra la historia de tres eco-terroristas que trabajan en una granja orgánica y colaboran en un plan para hacer estallar una represa hidroeléctrica. La película tuvo su estreno en la edición número 70 del Festival Internacional de Cine de Venecia, en agosto de 2013.

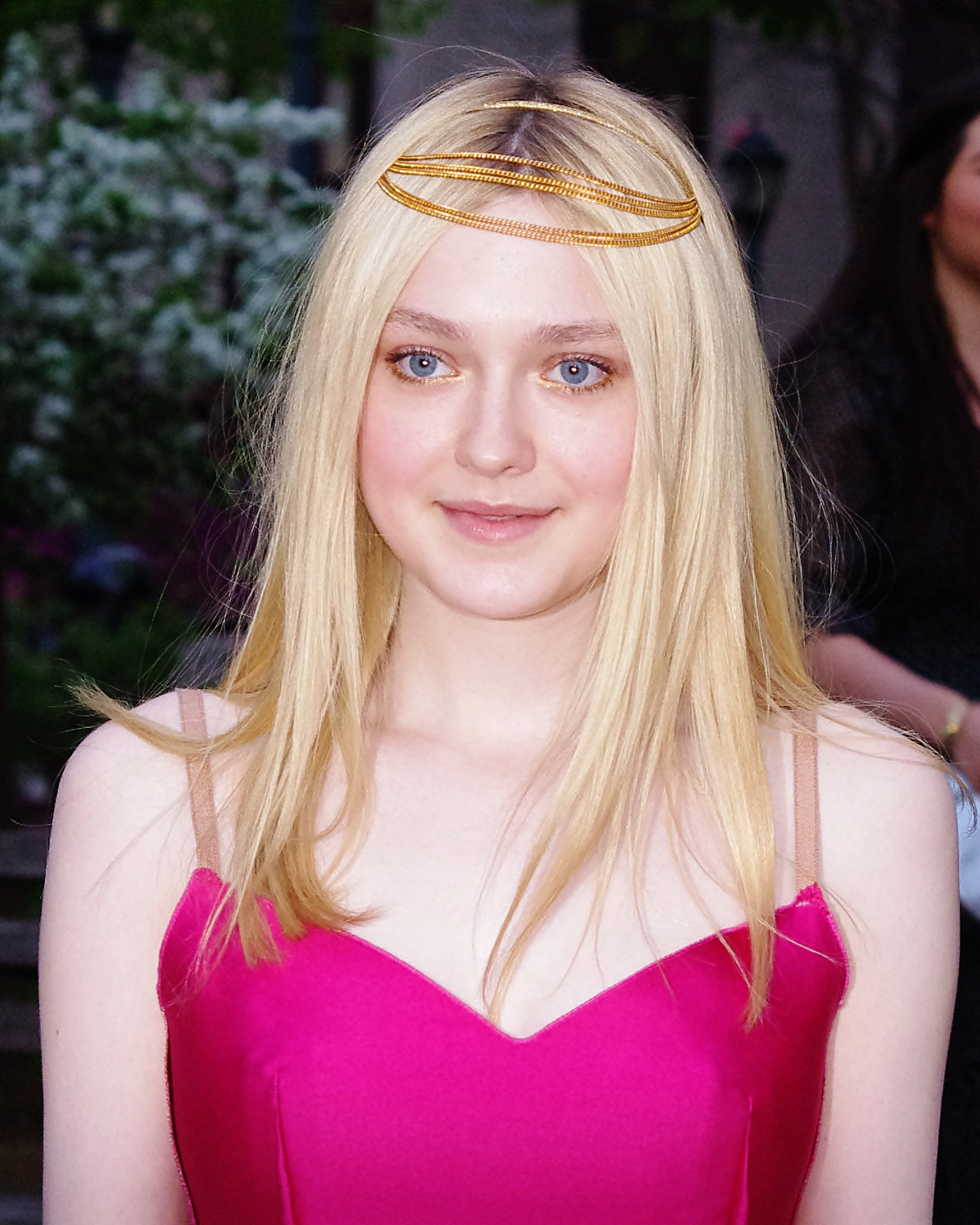
Fanning en el Festival de cine de Tribeca en 2012.

En enero de 2013, Fanning estrenó Very Good Girls durante el Festival de Cine de Sundance junto a Elizabeth Olsen, Boyd Holbrook, Demi Moore y Ellen Barkin. La película cuenta la historia de dos amigas adolescentes, Lilly (Fanning) y Gerry (Olsen), que hacen un pacto para perder su virginidad durante el verano, pero terminan enamorándose de David (Holbrook), un artista callejero, lo que pondrá su amistad a prueba por primera vez. La película es un drama escrito y dirigido por Naomi Foner.
También en 2013 estrenó The Last of Robin Hood, que narra los últimos días de vida del legendario actor de Hollywood Errol Flynn. La película fue escrita y dirigida por Richard Glatzer y Wash Westmoreland y coprotagonizada por Susan Sarandon y Kevin Kline. En la película, Fanning interpreta a Beverly Aadland, quien mantuvo una relación amorosa con el actor y se encontraba con él en el momento de su muerte.
En febrero de 2014, Fanning registró un papel de voz para la película animada Yellowbird, la película cuenta como una joven ave huérfana, que nunca ha salido del nido, asume la responsabilidad de liderar a una bandada de aves en su migración por África. Durante este largo viaje, Yellowbird se dispone a buscar una familia para él. La película fue estrenada el 6 de abril de 2015, siendo esa la misma fecha del estreno internacional de Effie.
Luego, en los primeros meses del año 2015 Dakota estrenó dos películas importantes: primero se realizó el estreno internacional de Effie el 6 de abril, en el Festival de Cine de Nueva York; luego, el 17 de abril, estrenó en el Festival de Cine de Tribeca el drama Franny, junto a Theo James y Richard Gere. El rodaje de la misma se realizó en noviembre de 2013 y narra la historia de un filántropo que se entromete en la vida de una pareja de recién casados (Fanning y Theo) en un intento por revivir su pasado.

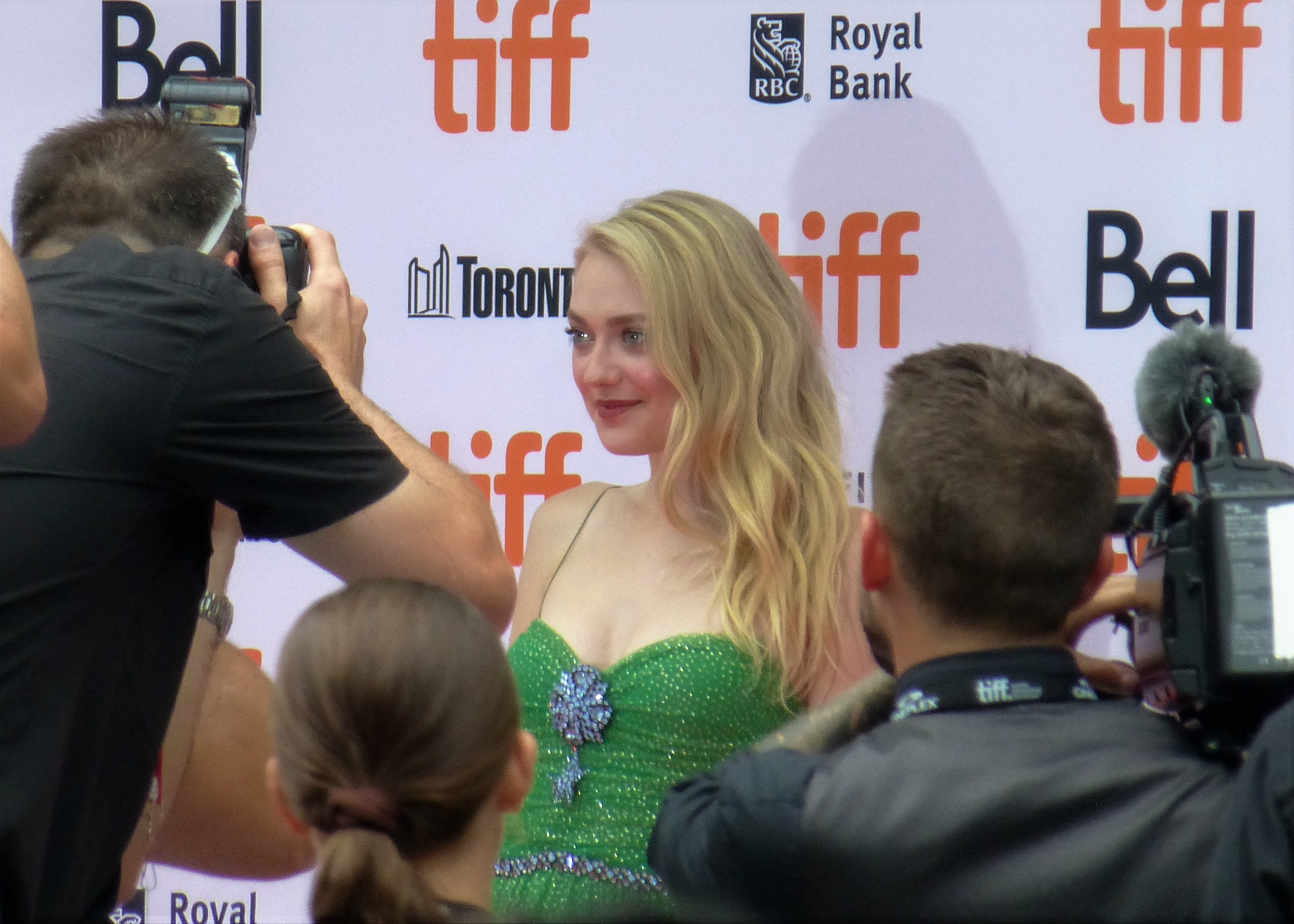
Fanning en la premier de American Pastoral en el Festival Internacional de Cine de Toronto en septiembre de 2016.

El 15 de mayo se estrenó en Estados Unidos la película Every Secret Thing, basada en la novela que Laura Lippman publicó en 2004, y es coprotagonizada por Diane Lane, Elizabeth Banks, Danielle Macdonald, Colin Donnell y Nate Parker. Dakota interpreta a Veronica "Ronnie" Fuller, una chica de 18 años de edad, sospechosa en la desaparición de un niño desaparecido.
El 28 de mayo del mismo año Warner Bros anuncio a nivel mundial que Dakota junto a Kate Upton y Saoirse Ronan eran las candidatas para el spin-off de Harry Potter Animales fantásticos y dónde encontrarlos. Un mes después la actriz Alison Sudol se quedó oficialmente con el papel, dejando a Dakota y a las demás candidatas fuera del filme.
En mayo de 2015, Koolhoven confirmó que Jack Roth se unió al elenco de la película Azufre. En junio de 2015, The Hollywood Reporter confirmó que Dakota y Kit Harington habían reemplazado a Mia Wasikowska y a Robert Pattinson, respectivamente, en la película. La grabación principal comenzó el 15 de junio, y tuvo lugar en Rumania, España y Alemania.
En mayo de 2016, Variety confirmó que Dakota protagonizaría la película de suspenso y drama The Postcard Killings, bajo la dirección de Janusz Kaminski. Fanning encarna el papel de una joven reportera que recibe la próxima postal que significa un nuevo asesinato en Europa. La cinta está basada en la novela The Postcard Killer, escrita por el estadounidense James Patterson y la sueca Liza Marklund y publicada en 2010. La película sigue la vida de un hombre cuya hija recién casada es asesinada brutalmente. Mientras se obsesiona con el caso, crímenes similares se hacen presentes en el continente europeo y el autor de los crímenes envía postales a la prensa, que van a parar a las manos del personaje de Fanning.
Fanning tuvo un cameo en la comedia de atracos Ocean's 8, que se estrenó en 2018. El mismo año interpretó a Sara Howard junto con Daniel Brühl y Luke Evans en la serie de televisión histórica de TNT The Alienist basada en la novela del mismo nombre. En agosto de 2018, TNT ordenó una serie secuela basada en la novela de seguimiento El ángel de la oscuridad, con Fanning lista para volver a interpretar el papel de Sara Howard. En 2019, Fanning interpretó a la criminal Lynette «Squeaky» Fromme en la comedia dramática de Quentin Tarantino Once Upon a Time in Hollywood, por la cual ella y el elenco de la película fueron nominados para el premio SAG a Mejor reparto.
En diciembre de 2019, se anunció que Fanning y su hermana Elle Fanning protagonizarían juntas una adaptación de la novela de Kristin Hannah de 2015, The Nightingale, que será dirigida por Mélanie Laurent. Más recientemente, tanto Dakota como su hermana Elle comenzaron Lewellen Pictures con un acuerdo de primera vista en Civic Center Media.

## Vida privada

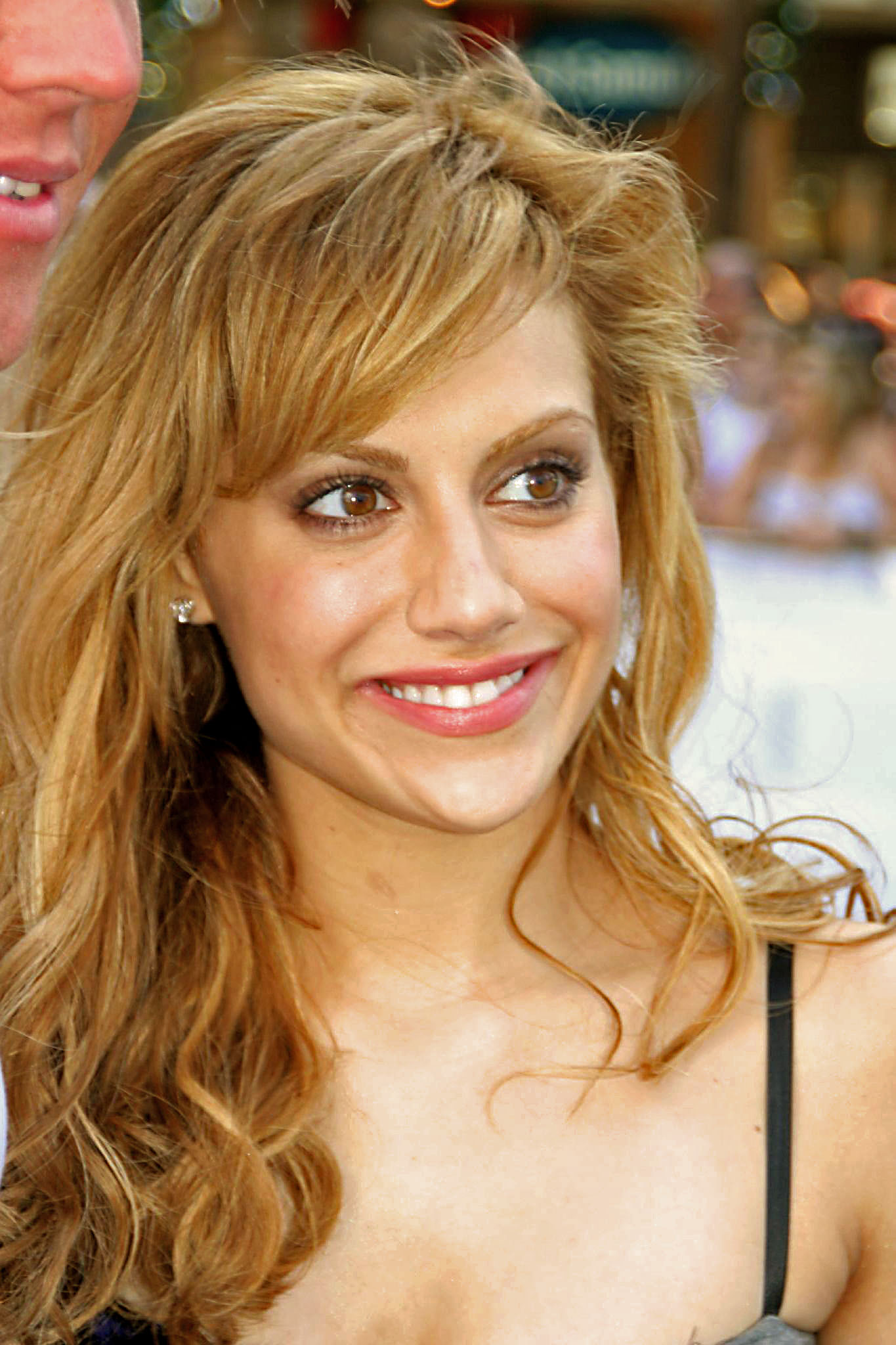
Brittany Murphy fue una gran amiga de Dakota durante su infancia.

Mientras vivía en Georgia, asistió a una escuela Montessori por un breve período de tiempo; luego fue educada en su casa por tutores. Se unió a la escuela secundaria en su primer año. El 11 de junio de 2011, Fanning se graduó con honores del Campbell Hall en North Hollywood, California. En 2012 compró una mansión de dos millones de dólares en Beverly Hills donde vive con su familia.
Aprendió a leer, escribir e interpretar a la edad de dos años. Sus películas favoritas son Lo que el viento se llevó (1939), Magnolias de acero (1989) y  Titanic (1997). Admira a Meryl Streep y Hilary Swank, asegurando "no sólo porque son grandes actrices, sino porque son gente increíble."
Tras la muerte de la actriz Brittany Murphy a la edad de 32 años el 20 de diciembre de 2009, Dakota, a los 15 años, dijo que apreciaba el tiempo que pasaron juntas tanto en el rodaje de la película Uptown Girls como en eventos a los que asistió junto a ella, y que estaba «muy agradecida de haber tenido la oportunidad de trabajar juntas».
Donó muchos artículos firmados a Rocky Piedra para ser regalado como premio en un concurso en beneficio de los niños menos afortunados, como parte de la Campaña de juguetes Montaña 2005 y Campaña Juguete Montaña 2006. En su undécimo cumpleaños, Tom Cruise le dio un teléfono celular y durante el rodaje de La guerra de los mundos (2005), Tom Cruise le dio un iPod.
En su cumpleaños número 10, Robert De Niro le dio una muñeca que parecía el personaje de Dakota en Hide and Seek (2005), con el pelo castaño y ojos azules. Toca el piano y el violín, tejidos de punto, colecciona muñecas, monta a caballo y baila ballet.
Durante la promoción de Hombre en llamas una reportera le preguntó cómo se sentía trabajar con Denzel Washington. Fanning aseguró:

Me encantó cada minuto que pasé con él. No podía esperar a verlo todos los días. Es uno de los mejores actores del mundo y me encantó observarlo.

En septiembre de 2011 comenzó sus estudios en la Universidad de Nueva York.

## Trabajo por los derechos de los niños
En noviembre de 2014, Fanning forma parte de los jóvenes embajadores en la organización mundial Save the Children que proporciona alivio y ayuda a apoyar a los niños en los países en desarrollo. con el fin de mejorar la vida de los niños a través de una mejor educación, atención de la salud, y las oportunidades económicas, así como la prestación de ayuda de emergencia en casos de desastres naturales, guerras y otros conflictos.
Además de la organización del Reino Unido, hay otras 30 organizaciones nacionales de Save the Children que son miembros de Save the Children International, una red global de organizaciones sin fines de lucro que apoyan socios locales en más de 120 países de todo el mundo.
En una entrevista cuando le preguntaron: «Con tantas obras de caridad por ahí, ¿de qué se trata Save the Children, que te llamó la atención?», respondió:

Empecé a llegar a un punto en el que realmente quería participar en una obra de caridad en particular y realmente ser capaz de hacer una diferencia. La próxima generación es algo que me apasiona, y tratar de hacer la próxima generación más inteligente y saber más, y saber acerca de los errores de la generación anterior. Y siento que Save The Children hace eso...

## Filmografía

### Cine
| Año  | Título                                    | Personaje                  | Notas             |
| ---- | ----------------------------------------- | -------------------------- | ----------------- |
| 2001 | Father Xmas                               | Clairee                    | Cortometraje      |
| 2001 | Tomcats                                   | Niña en el parque          |                   |
| 2001 | I am Sam                                  | Lucy Diamond Dawson        |                   |
| 2002 | Trapped                                   | Abigail «Abbie» Jennings   |                   |
| 2002 | Sweet Home Alabama                        | Melanie (joven)            |                   |
| 2002 | Hansel y Gretel                           | Katie                      |                   |
| 2003 | Uptown Girls                              | Lorraine «Ray» Schleine    |                   |
| 2003 | El Gato                                   | Sally Walden               |                   |
| 2004 | Man on Fire                               | Lupita «Pita» Martin Ramos |                   |
| 2004 | Mi vecino Totoro                          | Satsuki Kusakabe (voz)     | Doblaje al inglés |
| 2004 | In the Realms of the Unreal               | Narradora / Vivian (voz)   | Documental        |
| 2005 | Hide and Seek                             | Emily Callaway             |                   |
| 2005 | Lilo & Stitch 2: Stitch Has a Glitch      | Lilo (voz)                 |                   |
| 2005 | Nueve vidas                               | Maria                      |                   |
| 2005 | La guerra de los mundos                   | Rachel Ferrier             |                   |
| 2005 | Dreamer                                   | Cale Crane                 |                   |
| 2006 | Charlotte's Web                           | Fern Arable                |                   |
| 2007 | Hounddog                                  | Lewellen                   |                   |
| 2007 | Cutlass                                   | Lacy                       | Cortometraje      |
| 2008 | The Secret Life of Bees                   | Lily Owens                 |                   |
| 2008 | Winged Creatures                          | Anne Hagen                 |                   |
| 2009 | Coraline                                  | Coraline Jones (voz)       |                   |
| 2009 | Push                                      | Cassie Holmes              |                   |
| 2009 | The Twilight Saga: New Moon               | Jane Volturi               |                   |
| 2010 | The Runaways                              | Cherie Currie              |                   |
| 2010 | The Twilight Saga: Eclipse                | Jane Volturi               |                   |
| 2011 | The Twilight Saga: Breaking Dawn - Part 1 | Jane Volturi               |                   |
| 2012 | Now is Good                               | Tessa Scott                |                   |
| 2012 | Celia                                     | Hannah                     | Cortometraje      |
| 2012 | The Twilight Saga: Breaking Dawn - Part 2 | Jane Volturi               |                   |
| 2012 | The Motel Life                            | Annie James                |                   |
| 2013 | Very Good Girls                           | Lilly Berger               |                   |
| 2013 | The Last of Robin Hood                    | Beverly Aadland            |                   |
| 2013 | Night Moves                               | Dena Brauer                |                   |
| 2014 | Effie Gray                                | Euphemia «Effie» Gray      |                   |
| 2015 | Every Secret Thing                        | Ronnie Fuller              |                   |
| 2015 | El Benefactor                             | Olivia                     |                   |
| 2015 | Yellowbird                                | Delf (voz)                 |                   |
| 2016 | American Pastoral                         | Merry Levov                |                   |
| 2016 | Viena and the Fantomes                    | Viena                      |                   |
| 2016 | Brimstone                                 | Liz                        |                   |
| 2017 | Please Stand By                           | Wendy                      |                   |
| 2017 | Zygote                                    | Barklay                    | Cortometraje      |
| 2018 | Ocean's 8                                 | Penelope Stern             |                   |
| 2019 | Once Upon a Time in Hollywood             | Lynette «Squeaky» Fromme   |                   |
| 2019 | Sweetness in the Belly                    | Lilly Abdal                |                   |
| 2020 | Viena and the Fantomes                    | Viena                      |                   |
| 2022 | The Nightingale                           | Vianne Mauriac             |                   |
| 2023 | The Equalizer 3                           | Emma Collins               |                   |
| 2024 | The Watchers                              | Mina / Lucy                |                   |

### Televisión
| Año       | Título                         | Personaje              | Notas                                      |
| --------- | ------------------------------ | ---------------------- | ------------------------------------------ |
| 2000      | E.R.                           | Delia Chadsey          | Episodio: «The Fastest Year»               |
| 2000      | Ally McBeal                    | Ally (con 5 años)      | Episodio: «The Musical, Almost»            |
| 2000      | Strong Medicine                | Chica de Edie          | Episodio: «Misconceptions»                 |
| 2000      | CSI: Crime Scene Investigation | Brenda Collins         | Episodio: «Blood Drops»                    |
| 2000      | The Practice                   | Alessa Engel           | Episodio: «The Deal»                       |
| 2000      | Spin City                      | Cindy                  | Episodio: «Toy Story»                      |
| 2001      | Malcolm in the Middle          | Emily                  | Episodio: «New Neighbors»                  |
| 2001      | The Fighting Fitzgeralds       | Marie                  | Episodio piloto                            |
| 2001      | Family Guy                     | Niña pequeña (voz)     | Episodio: «To Love and Die in Dixie»       |
| 2001      | The Ellen Show                 | Ellen DeGeneres (niña) | Episodio: «Missing the Bus»                |
| 2002      | Taken                          | Allie Keys             | 10 episodios                               |
| 2003      | Kim Possible: A Sitch in Time  | Pequeña Kim (voz)      | Película para televisión                   |
| 2004      | Friends                        | Mackenzie              | Episodio: «The One with Princess Consuela» |
| 2004      | Liga de la Justicia Ilimitada  | Mujer Maravilla (voz)  | Episodio: «Kid Stuff»                      |
| 2018–2020 | The Alienist                   | Sara Howard            | Elenco principal; 18 episodios             |
| 2020–2021 | Gen:Lock                       | Miranda Worth (voz)    | Elenco principal                           |
| 2022      | The First Lady                 | Susan Ford             | Elenco principal; 10 episodios             |
| 2024      | Ripley                         | Marge Sherwood         | Protagonista; 8 episodios                  |
| 2024      | The Perfect Couple             | Abby Winbury           | Elenco principal (miniserie)               |

## Videojuegos
| Año  | Título   | Personaje      | Notas      |
| ---- | -------- | -------------- | ---------- |
| 2009 | Coraline | Coraline Jones | Videojuego |

## Premios y nominaciones

### Premios principales
Premios del Sindicato de Actores
| Premios del Sindicato de Actores |                         |                               |           |
| Año                              | Categoría               | Película                      | Resultado |
| 2001                             | Mejor actriz de reparto | Yo soy Sam                    | Nominada  |
| 2020                             | Mejor reparto           | Once Upon a Time in Hollywood | Nominada  |

Premios Primetime Emmy
| Premios Primetime Emmy |                                                 |          |           |
| Año                    | Categoría                                       | Película | Resultado |
| 2024                   | Mejor actriz de reparto - Miniserie o telefilme | Ripley   | Pendiente |

### Premios de la crítica
| Año  | Premio                                                                  | Categoría | Película                      | Resultado |
| ---- | ----------------------------------------------------------------------- | --- | ----------------------------- | --------- |
| 2002 | Broadcast Film Critics Association Awards                               | Mejor actriz infantil                                                                                           | I am Sam                      | Ganadora  |
| 2002 | Premios de la Sociedad de Críticos de Cine de Las Vegas                 | Juventud en el cine                                                                                             | I am Sam                      | Ganadora  |
| 2002 | Premios Phoenix Film Critics Society                                    | Mejor actriz infantil                                                                                           | I am Sam                      | Ganadora  |
| 2002 | Satellite Awards                                                        | Nuevo talento excepcional                                                                                       | I am Sam                      | Ganadora  |
| 2002 | Premios Young Artist                                                    | Mejor actuación - Mejor actriz de diez años o menos                                                             | I am Sam                      | Ganadora  |
| 2002 | Chicago Film Critics Association                                        | Intérprete más prometedor                                                                                       | I am Sam                      | Nominada  |
| 2003 | Premios Saturn                                                          | Mejor actriz de reparto en televisión                                                                           | Taken                         | Nominada  |
| 2003 | Premios Young Artist                                                    | Mejor actuación en televisión - Mejor actriz protagonista infantil                                              | Taken                         | Nominada  |
| 2004 | Premios Young Artist                                                    | Mejor actuación en película - Mejor actriz protagonista infantil                                                | Uptown Girls                  | Nominada  |
| 2005 | Premios Young Artist                                                    | Mejor actuación en película - Actriz protagonista joven                                                         | Man on Fire                   | Nominada  |
| 2005 | Broadcast Film Critics Association Awards                               | Mejor actriz infantil                                                                                           | Man on Fire                   | Nominada  |
| 2005 | Premios Gotham Archivado el 11 de noviembre de 2009 en Wayback Machine. | Mejor elenco (Compartido con Kathy Baker, Amy Brenneman, Elpidia Carrillo, Glenn Close, entre otros)            | Nueve vidas                   | Nominada  |
| 2005 | Festival Internacional de Cine de Locarno                               | Leopardo de bronce (Compartido con Kathy Baker, Amy Brenneman, Elpidia Carrillo, Glenn Close, entre otros)      | Nueve vidas                   | Ganadora  |
| 2005 | Irish Film and Television Awards                                        | Premio del público - Mejor actriz internacional                                                                 | La guerra de los mundos       | Nominada  |
| 2005 | Premios de la Sociedad de Críticos de Cine de Las Vegas                 | Juventud en el cine                                                                                             | La guerra de los mundos       | Ganadora  |
| 2005 | MTV Movie Awards                                                        | Mejor interpretación aterradora                                                                                 | Hide and Seek                 | Ganadora  |
| 2006 | Fangoria Chainsaw Awards                                                | Mejor actriz | Hide and Seek                 | Nominada  |
| 2006 | Premios Saturn                                                          | Mejor actuación infantil                                                                                        | La guerra de los mundos       | Ganadora  |
| 2006 | Broadcast Film Critics Association Awards                               | Mejor actriz infantil                                                                                           | La guerra de los mundos       | Ganadora  |
| 2006 | MTV Movie Awards                                                        | Mejor interpretación aterradora                                                                                 | La guerra de los mundos       | Nominada  |
| 2006 | Premios Nickelodeon's Kids Choice                                       | Actriz de cine favorita                                                                                         | Dreamer                       | Nominada  |
| 2006 | Premios Young Artist                                                    | Mejor actuación en película (comedia o drama) - Actriz principal joven                                          | Dreamer                       | Ganadora  |
| 2006 | ShoWest Awards                                                          | Actriz de reparto del año                                                                                       |                               | Ganadora  |
| 2007 | Premios Nickelodeon's Kids Choice                                       | Estrella femenina de películas favorita                                                                         | Charlotte's Web               | Ganadora  |
| 2007 | Broadcast Film Critics Association Awards                               | Mejor actriz infantil                                                                                           | Charlotte's Web               | Nominada  |
| 2007 | Premios Young Artist                                                    | Mejor actuación en película - Mejor actriz infantil protagonista                                                | Charlotte's Web               | Nominada  |
| 2008 | Black Reel Awards                                                       | Mejor elenco (Compartido con Queen Latifah, Hilarie Burton, Paul Bettany, Alicia Keys, entre otros)             | The Secret Life of Bees       | Nominada  |
| 2008 | Hollywood Film Festival                                                 | Elenco del año (Compartido con el elenco Queen Latifah, Hilarie Burton, Paul Bettany, Alicia Keys, entre otros) | The Secret Life of Bees       | Ganadora  |
| 2008 | Premios Phoenix Film Critics Society                                    | Mejor actriz infantil                                                                                           | The Secret Life of Bees       | Ganadora  |
| 2009 | Broadcast Film Critics Association Awards                               | Mejor actriz menor a 21 años                                                                                    | The Secret Life of Bees       | Nominada  |
| 2009 | Image Awards                                                            | Mejor actriz de película                                                                                        | The Secret Life of Bees       | Nominada  |
| 2009 | Premios Young Artist                                                    | Mejor actuación en película - Joven actriz protagonista                                                         | The Secret Life of Bees       | Ganadora  |
| 2009 | Festival Internacional de Cine de Palm Springs                          | Premio a la estrella emergente                                                                                  |                               | Ganadora  |
| 2010 | MTV Movie Awards                                                        | Mejor beso (compartido con Kristen Stewart)                                                                     | The Runaways                  | Nominada  |
| 2010 | Teen Choice Awards                                                      | Mejor actriz de película: Drama                                                                                 | The Runaways                  | Nominada  |
| 2010 | Teen Choice Awards                                                      | Película: mejor roba-escenas femenina                                                                           | The Twilight Saga: New Moon   | Nominada  |
| 2010 | Premios Young Artist                                                    | Mejor actuación en un papel de voz en off - Actriz joven                                                        | Coraline                      | Nominada  |
| 2013 | Artes Premios Nacionales                                                | Fundación de la Familia premio a la mejor joven artista                                                         |                               | Ganadora  |
| 2019 | Premios Saturn                                                          | Mejor actriz de reparto en serie de televisión                                                                  | The Alienist                  | Nominada  |
| 2020 | Premios de la Crítica Cinematográfica                                   | Mejor Reparto                                                                                                   | Once Upon a Time in Hollywood | Nominada  |
| 2020 | Detroit Film Critics Society                                            | Mejor Reparto                                                                                                   | Once Upon a Time in Hollywood | Nominada  |
| 2020 | Seattle Film Critics Society                                            | Mejor Reparto                                                                                                   | Once Upon a Time in Hollywood | Nominada  |
| 2020 | Hollywood Critics Association Awards                                    | Mejor Reparto                                                                                                   | Once Upon a Time in Hollywood | Nominada  |

Otros reconocimientos
| Año  | Premio                               | Categoría                                                | Resultado |
| ---- | ------------------------------------ | -------------------------------------------------------- | --------- |
| 2003 | Stinkers Bad Movie Awards            | Peor Actuación de un Niño Actor                          | Nominada  |
| 2006 | Children's rights                    | Youth Ambassadors (jóvenes Embajadores)                  | Ganadora  |
| 2007 | Children's rights                    | Youth Ambassadors (jóvenes Embajadores)                  | Ganadora  |
| 2007 | premios Young Hollywood Awards       | Mejor actriz veterana joven                              | Ganadora  |
| 2009 | Children's rights                    | Youth Ambassadors (jóvenes Embajadores)                  | Ganadora  |
| 2009 | Alliance of Women Film Journalists   | Mejor actuación en un papel de voz en off - Actriz joven | Ganadora  |
| 2011 | Online Film & Television Association | Mejor Actriz joven                                       | Ganadora  |